# Benita Galeana
Benita Galeana Lacunza (San Jerónimo de Juárez, 10 de septiembre de 1903 - Ciudad de México, 17 de abril de 1995) fue una escritora feminista, sufragista, sindicalista y activista mexicana en pro de los derechos de las mujeres y los derechos de los trabajadores. Fue una activa figura de los movimientos de justicia social en su país durante la segunda mitad del siglo XX. Su casa en Zutano 11 (Benito Juárez, Ciudad de México) es ahora el Centro de Estudios de la Mujer y de la Lucha Social "Casa Museo Benita Galeana" (CMBG).

## Biografía
Perdió a su madre a la edad de dos años. Su padre falleció antes de que ella cumpliera seis años.
Militante del Partido Comunista Mexicano desde 1927 y del Partido Socialista Unificado de México tras la disolución del primero, participó del activismo político tendiente a establecer la jornada de ocho horas de trabajo en su país, además de la instauración de un estatuto jurídico y un seguro social. Fue una promotora del sindicalismo y de los movimientos huelguistas emanado de diversos sectores.
Fue pionera del movimiento feminista socialista mexicano, y luchó por el derecho al voto femenino, guarderías, el derecho al aborto y el derecho al descanso materno —junto con Tina Modotti, Frida Kahlo y Adelina Zendejas Gómez, entre otras—, entre otras materias; en este contexto, perteneció al grupo de mujeres e intelectuales que fundaron varias organizaciones en su país, entre ellas el Frente Único Pro-Derechos de la Mujer: su trabajo allí la convirtió en una de las activistas más importantes en la lucha por la reivindicación de la igualdad de derechos políticos».

## Obras
- Benita (autobiografía, Imprenta Mels, 1940.[19] Extemporáneos, 1979).
- El peso mocho (cuento, Extemporáneos, 1974, 1979).
- Actos vividos (póstumo).